# Sukhoi Su-9
El Sukhoi Su-9 (en ruso: Сухой Су-9; designación OTAN: Fishpot) fue un avión interceptor todo tiempo monomotor y armado con misiles desarrollado por la Unión Soviética.

## Desarrollo
El Su-9 surgió de los estudios de aerodinámica del TsAGI, el centro de aerodinámica soviético, durante la guerra de Corea, en el que se concibió varias configuraciones aerodinámicas óptimas para cazas a reacción. Más o menos en paralelo con los trabajos sobre el S-1 de alas en flecha, la OKB Sukhoi diseñó el T-3, que presentaba una combinación de ala en delta con superficies caudales aflechadas. El diseño voló por primera vez en 1956, el T-3 se desarrolló a través de una serie de prototipos de investigación hasta llegar al T-40, que es considerado como prototipo original de Sukhoi Su-9 (conocido como "Fishpot-B" por la OTAN).

### Evolución
El desarrollo continuó y el T-43, puesto en vuelo el Día de la Aviación de Túshino de 1961, era el prototipo de una versión mejorada a la que se dio la denominación Su-11 (o Fishpot-C para la OTAN). Básicamente similar al Su-9, difería básicamente por presentar la sección delantera del fuselaje alargada a fin de alojar un radar Uragan 5B, más potente y efectivo. Su armamento consistía en dos misiles de guía infrarroja AA-3 ("Anab" para la OTAN)
También se fabricaron una cantidad limitada de una variante biplaza de entrenamiento con asientos en tándem, designada como Su-9U (código OTAN, Maiden). Disponía de sistemas de radar y armas con pantallas en ambos asientos; lo que permitía al alumno practicar todos los aspectos de la misión de intercepción. Sin embargo, se reducía la capacidad de combustible lo que no le permitía una habilidad de combate plena.

## Diseño

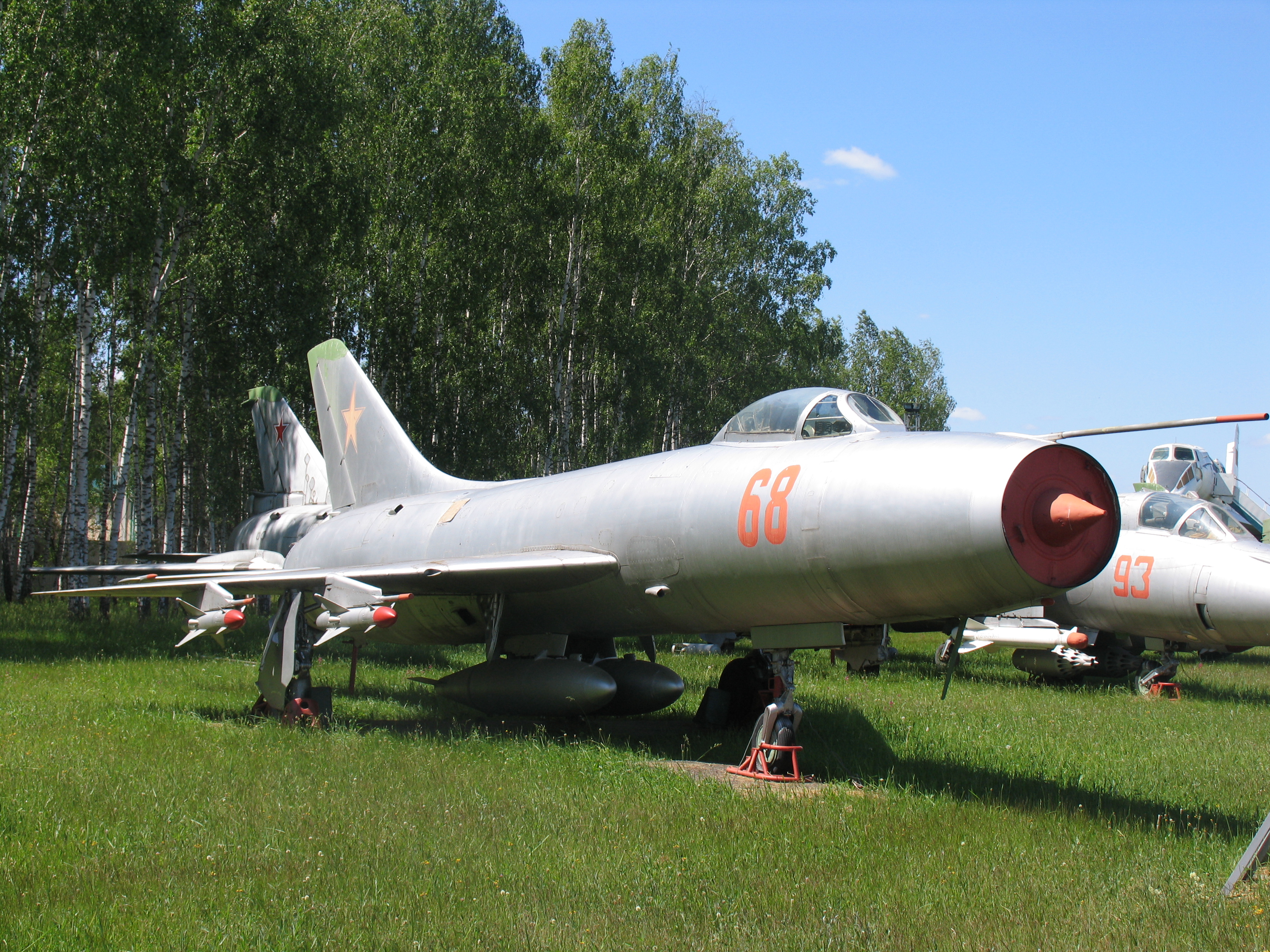
Un avión Su-9 conservado en un museo

### Descripción
Era un caza de cabina monoplaza operativo todo tiempo, con ala dispuesta media-baja y tren de aterrizaje tipo triciclo y retráctil, el fuselaje y las superficies de cola del Su-9 son parecidas a las del Su-7, pero a diferencia de las alas en flecha de este, el Su-9 utiliza alas en delta en un ángulo de 53 grados. Comparte las características típicas de Sukhoi como los frenos aéreos en la parte trasera del fuselaje; estaba propulsado por el turborreactor Lyulka AL-7F de 9.000 kg de empuje con poscombustión con entrada de aire frontal. En la entrada de aire se sitúa un radomo cónico donde se aloja el radar.

### Alas en delta
Se escogió las alas en delta para el Su-9 debido a su baja resistencia en vuelos supersónicos. Su volumen mayor también permitía incrementar modestamente la capacidad de combustible en comparación con el Su-7. El Su-9 podía alcanzar Mach 1,8 en altas cotas, o Mach 1,14 con misiles. A diferencias de los controles duros del Su-7, los del Su-9 eran más ligeros y respondían mejor, pero no perdonaba los errores del piloto.

### Radar y misiles
El Su-9 tenía el radar R1L en el radomo cónico y estaba armado con cuatro misiles aire-aire K-5 (o AA1-Alkali). Estos misiles, dirigidos por radar, eran muy limitados y prácticamente inservibles para combate aéreo. A diferencia del Su-7 y el Su-15, el Su-9 no llevaba ningún armamento interno, aunque dos sujeciones en el fuselaje estaban reservadas para transportar depósitos desechables.

## Variantes
- T 405  Prototipo del Su-9.
- Su-9 Versión de producción principal, aproximadamente 1100 construidos.
- Su-9U versión de entrenamiento , armada y equipada con todos los sistemas operacionales pero no totalmente listo para combate , aproximadamente 50 construidos.
- T 431  Su-9 modificado para obtener el récord mundial de altura absoluta en 1962.
- Sukhoi Su-11 Desarrollo del Su-9.

## Operadores
Unión Soviética
- Defensa Antiaérea Soviética

## Historia operacional

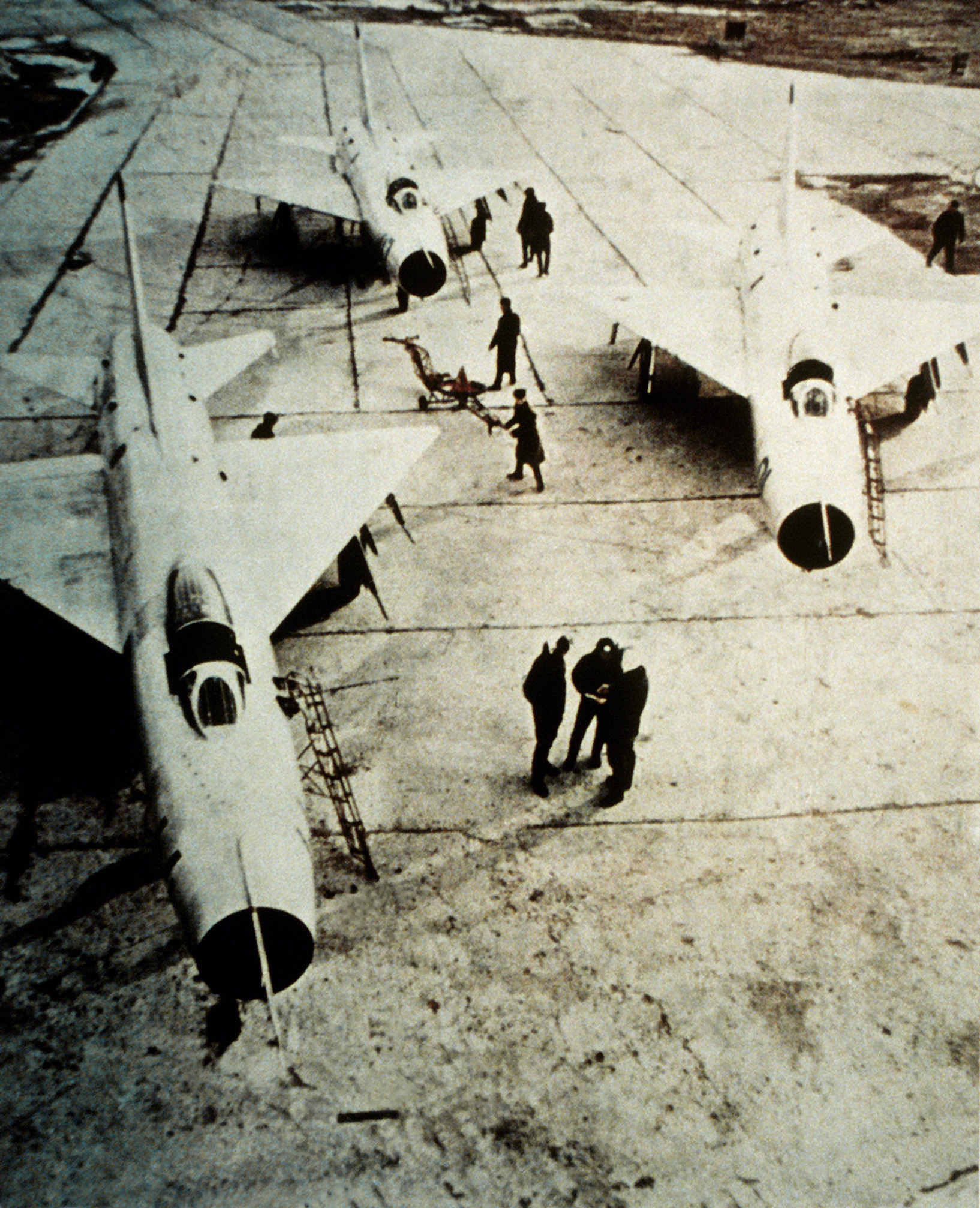
Aviones Su-9 en 1982

El Su-9 entró en servicio en el curso de 1959 y fue desbancado de las líneas de montaje por el Su-11 en 1.966. Su producción conjunta se estima en unos 2.000 aviones y parece que ninguno de ellos llegó a operar con los demás países del Pacto de Varsovia o fue exportado. Algunos informes se refieren a la conversión de bastantes aparatos en blancos radioguiados a partir de principios de los setenta; fueron reemplazados por los superiores Su-15 y MiG-25.
Los récords en combate del Su-9, si existen, son desconocidos. Es posible que se hubiese visto envuelto en la interceptación de misiones de reconocimiento cuyos detalles permanecen clasificados.

### Récord mundial de altura absoluta
El 4 de septiembre de 1962, un Su-9 modificado (designado como T-431 por la oficina de diseño) pilotado por Vladimir Sergeievitch Iliushin estableció un nuevo récord mundial de altura absoluta en 28.852 m. En noviembre de ese mismo año, Iliushin consiguió varias marcas sobre velocidad y altitud con el mismo avión.

## Especificaciones (Su-9)

### Características generales
- Tripulación: 1 (piloto)
- Longitud: 17,37 m
- Envergadura: 8,43 m
- Altura: 4,88 m
- Superficie alar: 34 m²
- Peso vacío: 8620 kg
- Peso cargado: 12 250 kg
- Peso máximo al despegue: 13 500 kg
- Planta motriz: 1× turborreactor Lyulka AL-7.
  - Empuje normal: 90 kN (9177 kgf; 20 233 lbf) de empuje.

### Rendimiento
- Velocidad máxima operativa (Vno): 2135 km/h (1327 MPH; 1153 kt) (Mach 2,0)
- Alcance: 1125 km (607 nmi; 699 mi)
- Techo de vuelo: 16 760 m (54 987 ft)
- Régimen de ascenso: 136,7 m/s (26 909 ft/min)
- Carga alar: 383 kg/m²
- Empuje/peso: 0,73

### Armamento
- Puntos de anclaje: 4 pilones subalares para cargar una combinación de:    
  - Misiles: 

    - 4 × Kaliningrad K-5 (AA-1 'Alkali'), misiles aire-aire

### Desarrollos relacionados
- Sukhoi Su-7
- Sukhoi Su-11

### Aeronaves similares
- McDonnell F-101B Voodoo
- Convair F-102 Delta Dagger
- English Electric Lightning
- Mikoyan-Gurevich MiG-21
- Shenyang J-8